# Francis Gano Benedict
Pour les articles homonymes, voir Benedict.
Francis Gano Benedict (né le 3 octobre 1870 à Milwaukee dans le Wisconsin et décédé le 14 avril 1957 à Machiasport dans le Maine était un nutritionniste américain.
Après des études à l'université Harvard, il passe son doctorat à l'université de Heidelberg. Il enseigne ensuite à l'université Wesleyenne et travaille régulièrement pour le département de l'Agriculture des États-Unis.
Il a développé des calorimètres et des spiromètres permettant la mesure du métabolisme de base.
Un cratère lunaire porte aujourd'hui son nom en son honneur.